# Ghafir

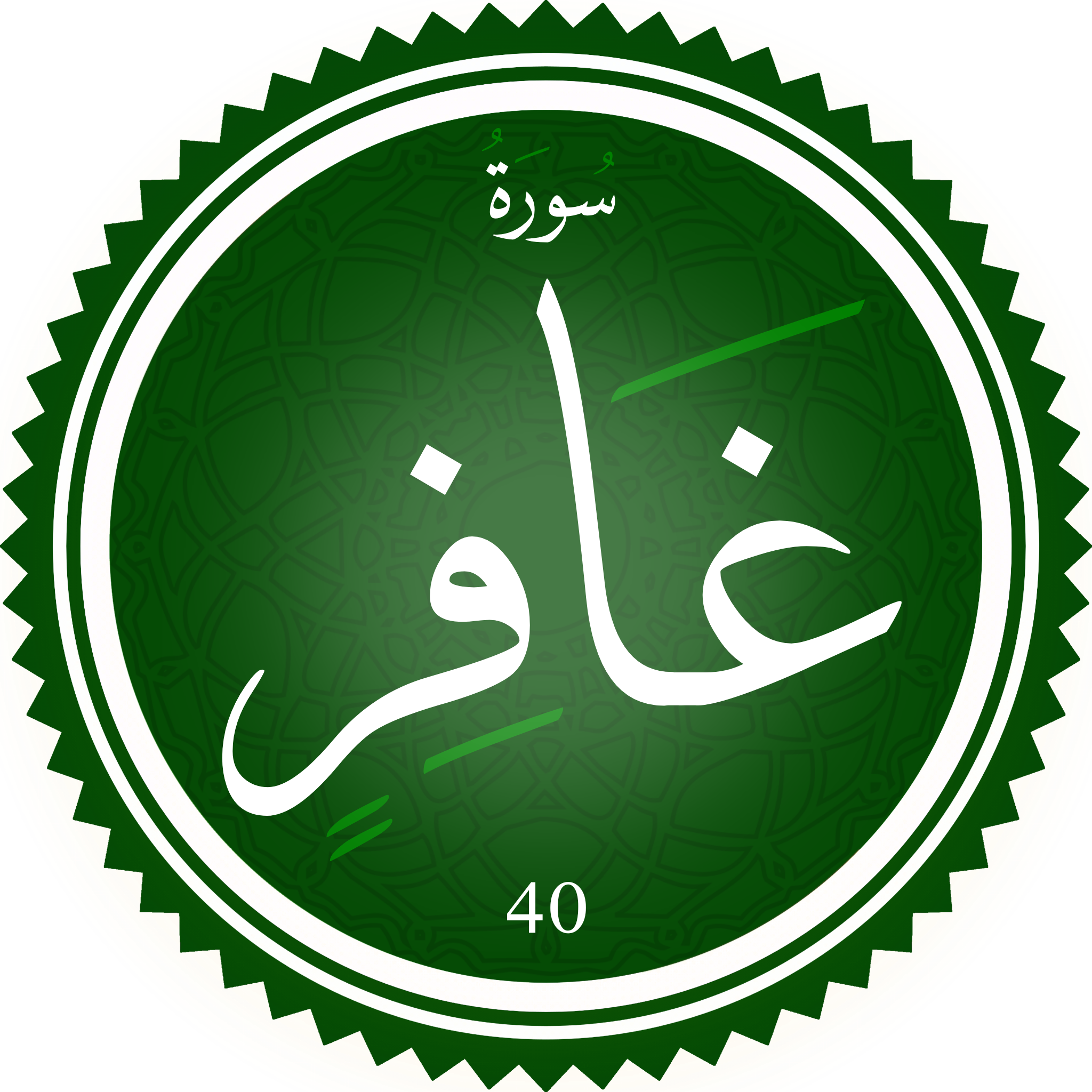
Sura Ghafir.

Ghāfir (arabiska: سورة غافر) ("Han som förlåter") är den fyrtionde suran i Koranen med 85 verser (ayah). Den är från Mekka-perioden.